# 斯特吉斯 (密歇根州)
斯特吉斯（英語：Sturgis）是一個位於美國密歇根州聖約瑟夫縣的城市。

## 人口
根據2020年美國人口普查的數據，斯特吉斯的面積為17.57平方千米，當中陸地面積為17.57平方千米，而水域面積為0.00平方千米。當地共有人口11082人，而人口密度為每平方千米631人。